# Auzits
Auzits – miejscowość i gmina we Francji, w regionie Oksytania, w departamencie Aveyron. W 2013 roku jej populacja wynosiła 878 mieszkańców. Przez teren gminy przepływa rzeka Riou Mort. 

## Zabytki
Zabytki w miejscowości posiadające status monument historique:
- Kościół św. Maurycego w Auzits (fr. Église Saint-Maurice d'Auzits)